# Kaleb

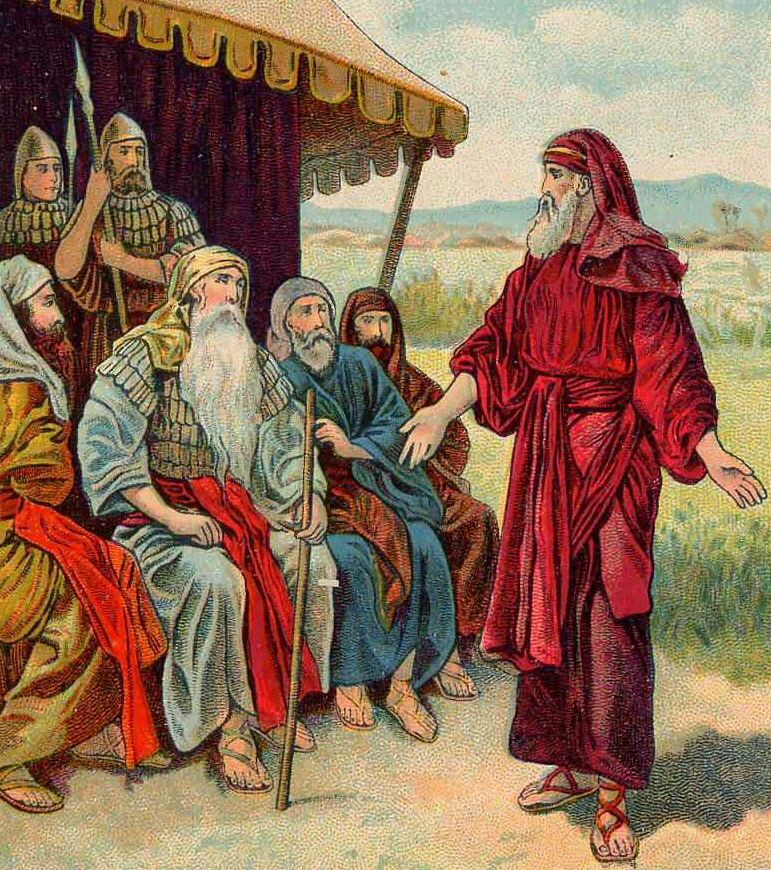
Josua och Kaleb.

Kaleb, eller Caleb, var en person i Bibeln (Gamla Testamentet). Han var son till Jefunne och en av de så kallade 12 spejarna. Tillsammans med Josua förespråkade han att man skulle gå in i Kanaan, det heliga landet. Efter inträdet där fick Kaleb trakten kring Hebron som sitt område när landet delades upp.
Kaleb var en kenissé (Fjärde Moseboken 32:12).